# جهاز التنفس للغوص
جهاز التنفس تحت الماء أثناء الغوص، (بالإنجليزية: Scuba set وهو اختصار لself-contained underwater breathing apparatus جهاز تنفس تحت الماء يتم حمله ذاتيًا) وهو مصطلح يصف أي معدات تنفس يرتديها الغواص تحت الماء بشكل كامل ويوفر للغواص غاز التنفس في نطاق الضغط المحيط. وجهاز التنفس تحت الماء أثناء الغوص يُعد أكثر أجهزة التنفس تحت الماء شيوعًا التي يستخدمها الغواصون الهواة. ويُستخدم الجهاز أيضًا خلال الغوص الاحترافي، حيث يوفر مزايا أكثر من تلك التي توفرها الأجهزة المستخدمة فوق سطح الماء، وتتعلق عادة بإمكانية التنقل ومدى الغوص.
يتم بصفة عامة استخدام تكوينين أساسيين لجهاز التنفس تحت الماء أثناء الغوص:
- جهاز التنفس تحت الماء أثناء الغوص ذو الدائرة المفتوحة يُخرج هواء الزفير إلى البيئة، ويتطلب وصول كل نفس إلى الغواص بواسطة منظم الغوص، والذي يقلل الضغط من أسطوانة التخزين ويوفره من خلال صمام الشهيق عندما يقلل الغواص من الضغط في صمام الشهيق بشكل خفيف خلال عملية الشهيق.
- جهاز التنفس ذو الدائرة المغلقة للغوص تحت الماء يقوم بمعالجة الغاز الذي يخرج مع هواء الزفير والتخلص من غاز ثاني أكسيد الكربون، كما يعمل على تعويض الأكسجين المستخدم قبل إمداد الغواص بالغاز من الدائرة التنفسية. وتعتمد كمية الغاز المفقود من الدائرة خلال كل دورة تنفس على تصميم جهاز التنفس ذي الدائرة المغلقة وتغيُر العمق خلال دورة التنفس. ويكون الغاز الموجود في الدائرة التنفسية في نطاق الضغط المحيط ويتم توفير الغاز المخزن من خلال منظمات أو حاقنات، وفقًا للتصميم.

تمت صياغة كلمة جهاز التنفس تحت الماء أثناء الغوص (SCUBA) في عام 1952 بواسطة الرائد كريستيان لامبرتسين (Christian Lambertsen) والذي خدم في الهيئة الطبية بالجيش الأمريكي في الفترة من 1944 إلى 1946 كطبيب. وكان اختراع لامبرتسين (المسجل باسمه عدة مرات من 1940 إلى 1989) عبارة عن جهاز التنفس ذي الدورة المغلقة ويختلف عن وحدتي منظم الغوص وأسطوانة الغوص بالدائرة المفتوحة، واللذين يشار إليهما أيضًا بشكل شائع باسم جهاز التنفس تحت الماء أثناء الغوص. وجهاز التنفس تحت الماء أثناء الغوص ذو الدائرة المفتوحة هو اختراع يرجع تاريخه إلى عام 1943 بواسطة الفرنسيين إيميل جانييه (Émile Gagnan) وجاك ييف كوستو (Jacques-Yves Cousteau)، ولكن في اللغة الإنجليزية أصبح اختصار لامبرتسين مستخدمًا بشكل شائع، بينما أتى الاسم جهاز التنفس تحت الماء (أكوا - لانج)، (يكتب في أغلب الأحيان بهذا الشكل «أكوالانج - aqualung»)، والذي تمت صياغته بواسطة كوستو للاستخدام في البلاد المتحدثة بالإنجليزية، في المرتبة الثانية للاستخدام. وكما هو الحال مع اختصار رادار، أصبح الاختصار جهاز التنفس تحت الماء أثناء الغوص (سكوبا) شائعًا بشكل كبير، حيث لا يبدأ بحرف استهلالي وتتم معاملته كاسم عادي. على سبيل المثال، تمت ترجمته إلى اللغة الويلزية بالاسم قالب:Sgwba.

## معلومات تاريخية

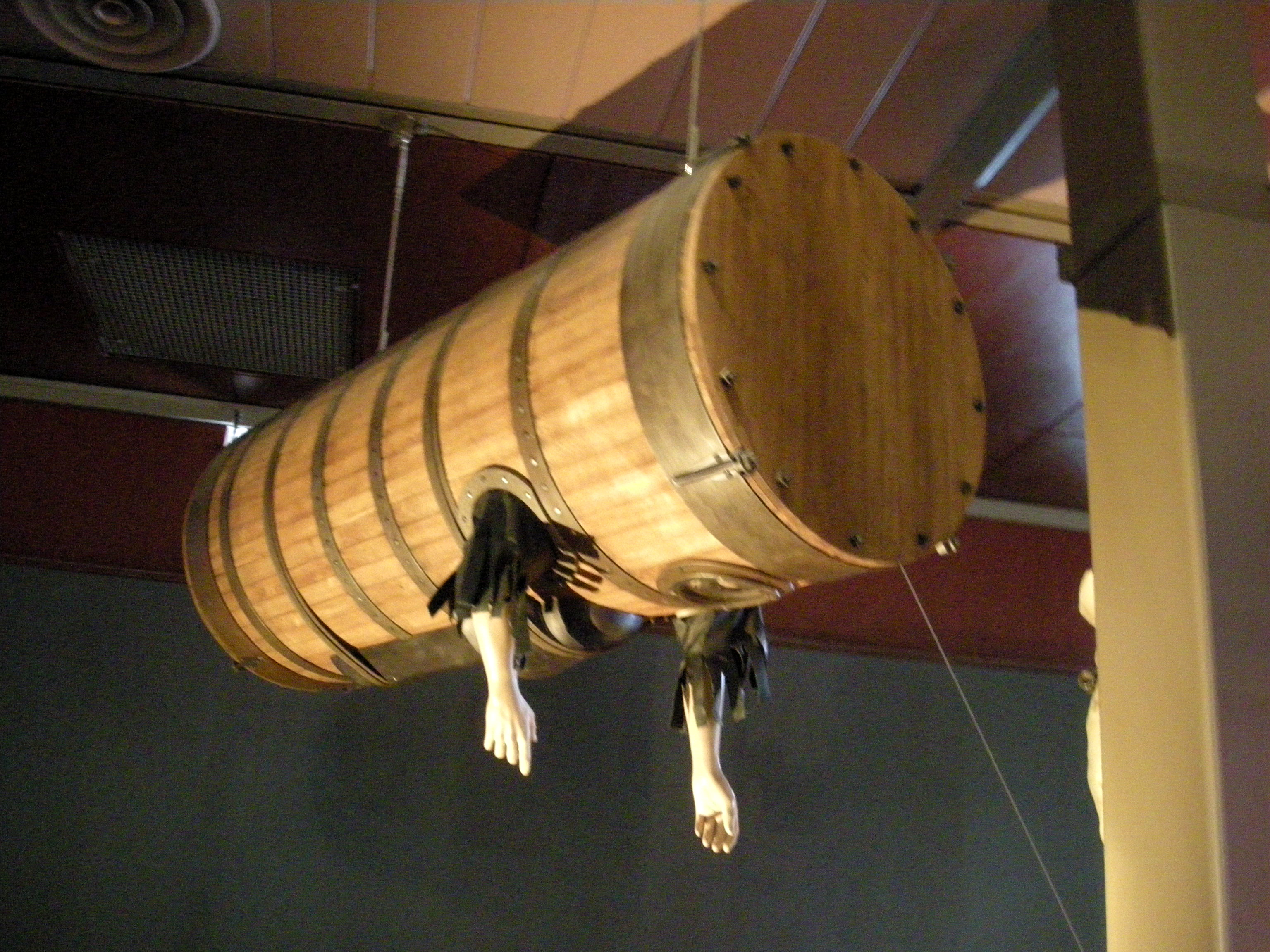
صورة طبق الأصل من آلة الغوص من اختراع ليثبريدج Cité de la Mer ('مدينة البحر') في مدينة شيبروغ (Cherbourg)، فرنسا

ما يميز جهاز التنفس تحت الماء أثناء الغوص هو استقلاله التام عن السطح كجهاز تنفس، عن طريق نقل الهواء الصحي للتنفس أو الأنواع الأخرى من غاز التنفس.

### القرن الثامن عشر
تم إجراء أولى المحاولات للوصول إلى هذه الاستقلالية عن السطح في القرن الثامن عشر عن طريق الإنجليزي جون ليثبريدج (John Lethbridge)، والذي اخترع آلة الغوص تحت الماء وصممها بنجاح في عام 1715.
تم تصميم أول بدلة للغوص تستخدم خزان الهواء المضغوط بنجاح في عام 1771 عن طريق سير (وهو الاستخدام القديم في الفرنسية لكلمة «السيد») فريمينت (Fréminet)، وهو رجل فرنسي من باريس. وبعد إجراء بحث على الغوص المتعلق بالسطح توصل إلى تصور لآلة تنفس مستقلة ومجهزة بخزان، يتم سحبها عن طريق الغواص وخلفه، على الرغم من أن فريمينت وضعها لاحقًا على ظهره. أطلق فيرمينت على اختراعه اسم ماشين هيدروستاتيك (machine hydrostatergatique) واستخدمها لأكثر من 10 أعوام بنجاح في ميناءي لوهافر وبريست، كما ذُكر في النص التفسيري في عام 1784.

### القرن التاسع عشر
قام الفرنسي بول لومير دي أجيرفيل (Paul Lemaire d'Augerville) بتصميم جهاز غوص مستقل واستخدمه بنجاح في عام 1824،  وقام بذلك أيضًا البريطاني ويليام جيمس في عام 1825. وكانت الخوذة التي اخترعها جيمس من «النحاس الرفيع أو الجلد فقط» ومزودة بلوحة زجاجية أما بالنسبة للهواء فكان يتم إمداده من خلال خزان حديدي.
تم استخدام نظام مشابه في عام 1831 بواسطة الأمريكي تشارلز كوندرت (Charles Condert)، والذي توفي في عام 1832 أثناء اختبار اختراعه في النهر الشرقي (East River) في عمق يصل إلى 20 قدم (6 م) فقط.
تم اختراع جهاز إعادة التنفس باستخدام الأكسجين في 17 يونيو 1808 بواسطة سير توبوليك (Touboulic) من بريست، وهو ميكانيكي في أسطول نابليون الإمبراطوري، ولكن لا يوجد أي دليل على تصنيع أي نموذج أولي. يعمل جهاز إعادة التنفس الأولي هذا من خلال خزان أكسجين، بحيث يصل الأكسجين بشكل مستمر من خلال الغواص نفسه ويدور في دائرة مغلقة من خلال إسفنج منقوع في ماء الجير. أطلق توبوليك على اختراعه اسم إشتيوأندري (Ichtioandre) (وهي كلمة يونانية مقابلة لرجل الصيد (fish-man)).‌
ويعود أقدم جهاز إعادة تنفس عملي إلى عام 1849 من خلال براءة اختراع الفرنسي بيير إميبل دي سينت سيمون سيكارد (Pierre Aimable De Saint Simon Sicard).‌

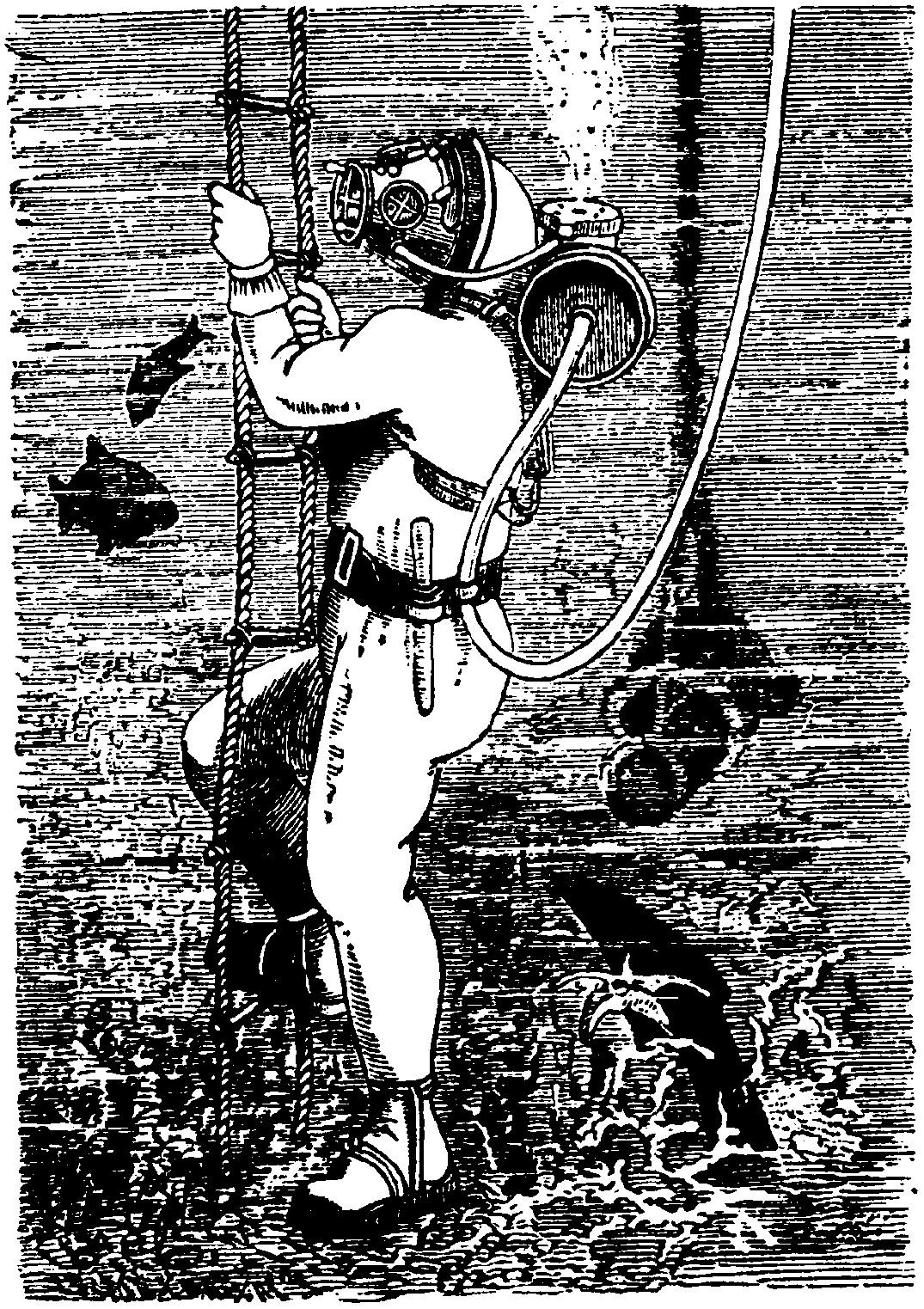
جهاز غوص روكايرول ودينايروز (Rouquayrol-Denayrouze) هو أول منظم يتم إنتاجه بشكل واسع (من 1865 إلى 1965). في هذه الصورة يظهر خزان الأكسجين الجزء الذي تتم تغذيته بالهواء من السطح.

ولم تحل أي من هذه الاختراعات مشكلة الضغط العالي عندما يلزم إمداد الغواص بالهواء المضغوط (كما يتوافر في المنظمات الحديثة)؛ حيث كانت تعتمد في الغالب على الإمداد عن طريق التدفق الثابت ‏ للهواء. بعد سفره إلى إنجلترا واكتشافه لاختراع ويليام جيمس، سجّل الطبيب مانويل تيودور جيلوم (Manuel Théodore Guillaumet) وهو فرنسي من آرجينتان (Argentan) (نورماندي)، في عام 1838 براءة اختراع آلية المنظم القديمة. وكان اختراع جيلوم عبارة عن إمداد هواء من السطح ولم يتم أبدًا إنتاجه بشكل شامل بسبب مشاكل تتعلق بالأمان.
وتم إنتاج منظم شامل أكثر أمانًا ونجاحًا في فرنسا في الفترة من 1865 إلى 1965 (برغم توقف الإنتاج لمرتين خلال هذه الفترة): وقام بالاختراع الثنائي بنوا روكايرول (Benoît Rouquayrol) في عام 1860 للنجاة في المناجم المغمورة وتم إعداده للغوص في عام 1864 بمساعدة من ضابط البحرية الفرنسية أوجست دينايروز (Auguste Denayrouze). وبرغم استقلال الجهاز عن السطح لفترة قصيرة جدًا، فإن الجهاز الذي اخترعه روكايرول ودينايروز اكتسب شهرة عالمية بعدما تم ذكره بواسطة جول فيرن (Jules Verne) في كتاب المغامرات عشرون ألف فرسخ تحت الماء (Twenty Thousand Leagues Under the Sea)؛ ولكن جول فيرن بالغ بشكل كبير في فترة الغوص دون استخدام إمداد هواء خارجي. ويعد هذا الجهاز هو أول منظم موثوق يتم إنتاجه بشكل شامل، كما اكتسب صفة الاستخدام كجهاز التنفس القياسي بواسطة الأسطول الإمبراطوري الفرنسي منذ 1865. عانى الخزان الحديدي من نقص في الاستقلالية بسبب عدم قدرة التقنية المستخدمة في هذا الوقت على توفير صمامات وأوعية ضغط موثوقة عند ضغط الغاز بصورة مرتفعة. ولهذا السبب لم يتمكن خزان روكايرول ودينايروز في ستينيات القرن التاسع عشر إلا من احتواء 30 وحدة ضغط جوي من الضغط الداخلي، وهو ما كان يعني السماح بوصول هواء كافٍ إلى الغواص في فترة لا تزيد على 30 دقيقة في عمق لا يزيد عن 10 أمتار. وفضل الغواصون الفرنسيون في هذه الفترة ارتداء بدلة الغوص المعروفة. عند استخدامه في تكوين متصل بالسطح، كان خزان هواء روكايرول ودينايروز يستخدم من أجل المساعدة في حالة تعطل الخرطوم. كانت آلية روكايرول ودينايروز فعالة ولكن اعتمدت استقلاليتها بشكل كبير على الخزانات الضعيفة للضغط العالي في هذا الوقت. للحصول على استقلالية أطول وأكثر أمانًا من السطح، كان لزامًا على التكنولوجيا الانتظار حتى القرن العشرين إلى أن تظهر أسطوانات هواء مضغوط أقوى وتحظى بالثقة.

### القرن العشرون
تم اختراع أول جهاز للغوص يجمع بين أسطوانة الضغط العالي وجهاز التنفس (على الرغم من أنه لم يكن منظمًا للشهيق كما كان جهاز روكايرول ودينايروز) بشكل منفصل بواسطة الياباني أوجوشي (Ohgushi) في عام 1918 والفرنسيين موريس فرنز (Maurice Fernez) وإيف لوبريور (Yves le Prieur) في عام 1926. واعتمد الاختراعان على الإمداد عن طريق التدفق الثابت للهواء. تم نسيان اختراع أوجوشي خلال فترة قصيرة، بينما تم إنتاج جهاز فرنز ولوبريور إنتاجًا شاملًا في الثلاثينيات من القرن العشرون واعتُمدته بشكل أساسي البحرية الفرنسية. وكان الجهاز هو أول جهاز تنفس مستقل حيث تم استخدامه أولًا عن طريق أول فرق الغوص تحت الماء في التاريخ وهي (راكليه دو فوند (Racleurs de fond) في كاليفورنيا، عام 1933والذي أسسه جلين أور (Glenn Orr) ونادي Club des sous-l'eau في باريس، عام 1935 والذي أسسه لوبريور بنفسه). وكان فرنز قد اخترع في وقت سابق مشبك الأنف وقطعة الفم (وهي مجهزة بصمام ذي اتجاه واحد للزفير) ونظارات الغطس، ثم قام إيف لوبريور بإضافة قطعتين لهذه الأجزاء الثلاثة التي اخترعها فرينز، وهي منظم يمكن التحكم فيه باليد، وأسطوانة هواء مضغوط. ولكن نظارات فرينز لم تكن تسمح للغواص بالغوص لأعمق من 10 أمتار بسبب «ضغط القناع الشديد», لذلك، وفي عام 1933، قام لوبريور باستبدال معدات فرينز كلها (النظارات، ومشبك الأنف، والصمام) بقناع كامل للوجه، يغذيه مباشرة تيار هواء متدفق مستمر من أسطوانة الهواء.
خلال الثلاثينيات من القرن التاسع، عشر قام الرواد الفرنسيون فيليب تاييه (Philippe Tailliez) وجاك يف كوستو (Jacques-Yves Cousteau) باستخدام واختبار موسع لمعدات لوبريور قبل أن يقوم إيميل جانييه (Émile Gagnan) وكوستو بالعمل سويًا على اختراع المنظم الحديث في عام 1943. وكان ذلك خلال الحرب العالمية الثانية حيث تم تطوير المنظم وتقنيات التنفس لتصبح على شكلها المعروف حاليًا.

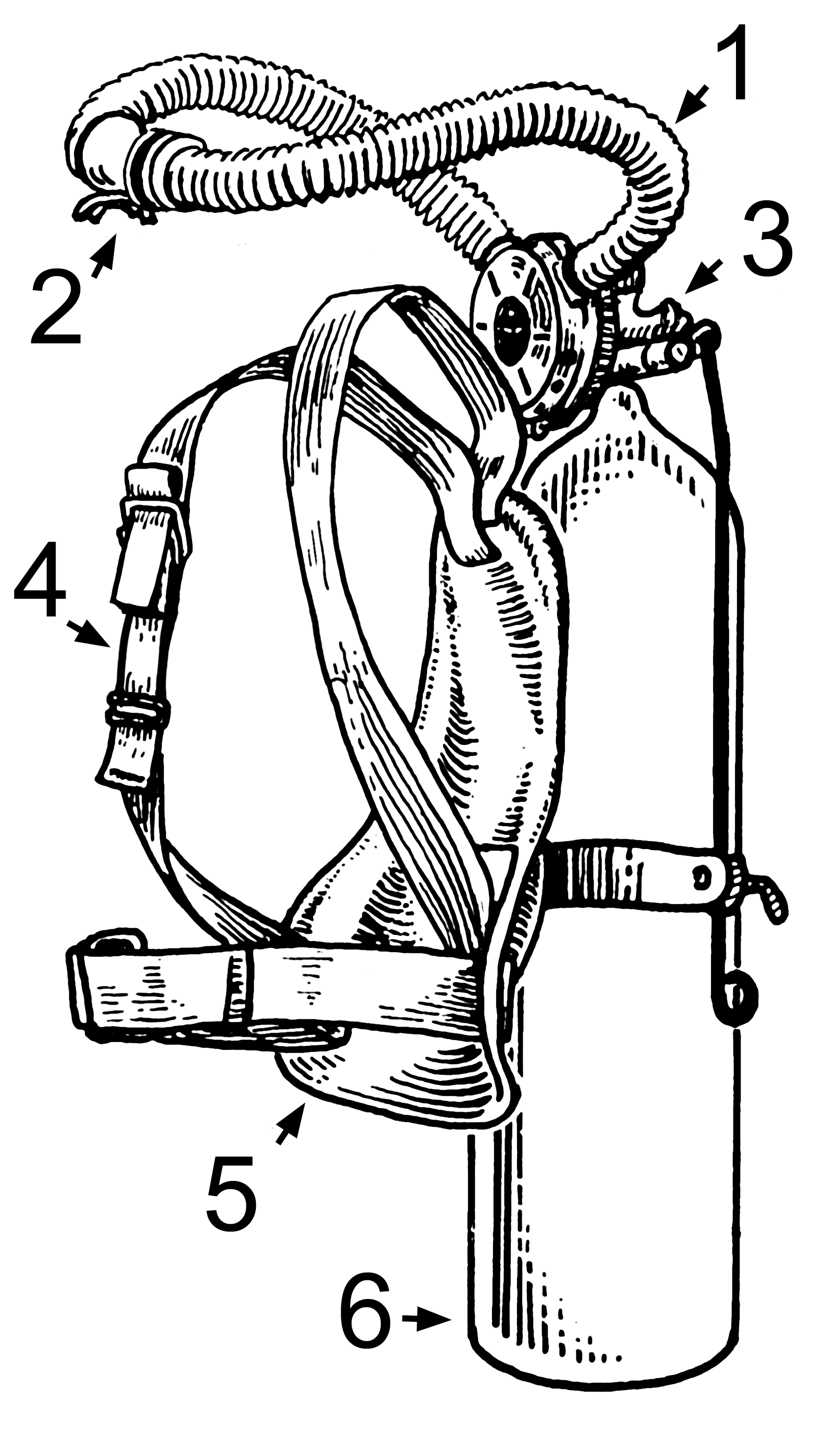
رسم تقني لمنظم من نوع كوستو-ميسترال (طراز عام 1955) المثبت على أسطوانة الغطس. يتكون المُنظِم من طقم يضم قطعة الفم والمُنظِم، والذي يتصل من جانبيه بخرطومين. وترتبط نهاية المُنظِم بصمام ضغط عالٍ موجود بالأسطوانة.
1. الخرطوم
2. قطعة الفم
3. الصمام
4. حزام حمل الجهاز
5. لوح حامِ للظهر
6. خزان (ويسُمى أيضًا الأسطوانة)

من الأمور التي حفزت «كوستو» على تطوير عدة غطس توفر حرية السباحة وكفاءة جهاز التنفس حادثتا تسمم الأكسجين اللتان تعرض لهما عام 1939 عن طريق أجهزة التنفس، وقد كانت الحادثة الأولى على عمق 17 مترًا، ولكن تلك الحوادث كان سببها أنه غطس إلى عمق بعيد مع استخدام أوكسجين نقي. ثم أصبح اختراع منظم الغطس الحالي ممكنًا حين قابل «كوستو» المهندس «إيميل جانييه». سنة 1942، في باريس، ومع أحداث قيود استخدام الوقود الصارمة الناتجة عن الاحتلال الألماني لفرنسا، قام إيميل جانييه، موظف يعمل في شركة آير ليكويد (Air Liquide)، بتصغير وتعديل منظم روكوايرول دينايروز (Rouquayrol-Denayrouze) (المملوك لشركة بيرنارد بيل (Bernard Piel) منذ عام 1942) لمولدات الغاز. قرر رئيس جانييه في العمل وصاحب شركة إير ليكويد، هنري ملكيور Henri Melchior، أن يعرف «جانييه» على «جاك إيف كوستو»، زوج ابنته، وذلك لأنه كان يعلم أن كوستو يبحث عن مُنظِم طلب آلي كفء. التقى الرجلان بالفعل في باريس في ديسمبر 1942 وتمت الموافقة على مُنظِم جانييه لأسطوانة الغطس. وفي عام 1943، وبعد إصلاح بعض المشاكل التقنية، حصلا على براءة الاختراع للمُنظِم الحديث.
منذ عام 1934 وحتى عام 1944 قامت عائلة كومينيس (رينيه وابنه جورج)، من آلزاس باختراع مُنظِم جديد واختباره بنجاح، ولكن المخترع الأساسي، جورج، قُتل عام 1944 أثناء أحداث استقلال ستراسبورج لذلك لم يكن هناك منافس آخر امام منظم كوستو بعد الحرب مباشرة. في عام 1943، بلغ جورج كومينيس عمق 53 مترًا في ميناء مارسيليا مُجهزًا بجهاز التنفس الخاص به (جي سي 42، GC42)‌ حيث ترمز (جي G) إلى جورج، و (سي C) إلى كومينيس، و42 إلى عام 1942. وبسبب عدم علمه بهذا الحدث، قام فريدريك دوماس Frédéric Dumas (وهو صديق مقرب من كوستو) بالوصول إلى عمق 62 مترًا من ساحل لي ݘود Les Goudes, وهو ليس ببعيد عن مارسيليا، في أكتوبر 1943 مستخدمًا نموذج المُنظِم الذي اخترعه كوستو وجانييه. وشعر حينها بما يُطلق عليه اليوم التخدر النيتروجيني.
وفي نفس هذا الوقت، قفز تطور أجهزة التنفس قفزةً تكنولوجيةً كبيرة. وخلال الثلاثينيات من القرن العشرون وأثناء الحرب العالمية الثانية، قام كل من البريطانيون واليابانيون والإيطاليون والألمان بتطوير نوع جديد من أجهزة إعادة دفق الأكسجين ليتناسب مع استخدام رجال الضفادع البشرية الأوائل. استخدم البريطانيون جهاز ديفيس (والذي تم اختراعه عام 1910 بواسطة روبرت هنري ديفيس Robert Henry Davis وتم إنتاجه بشكل موسع بواسطة سايب جورمان Siebe Gorman) هذا الجهاز كان مُصممًا لهروب رجال الغواصات، ولكنهم قاموا بتعديله ليتلاءم مع تجهيز رجال الضفادع البشرية خلال الحرب العالمية الثانية. كما طور الألمان نوعًا جديدًا من أجهزة إعادة دفق الأكسجين وهو نوع درايجر Dräger في عام 1912. في بداية الأمر عدلوها بحيث تتناسب مع معدات الهروب من الغواصات والخوذات، ولكن فيما بعد عدلوها فقط لتتلاءم مع استخدام رجال الضفادع البشرية خلال الحرب العالمية الثانية. أما الإيطاليون فقد طوروا جهاز تنفس أكسجين مماثلاً لرجال الضفادع البشرية (السباحين المقاتلين من الوحدة المعروفة بوحدة الوحدة العاشرة الخفيفة للأسطول), وخاصةًمعدات أروالتي طورتها شركة بيريللي الشهيرة. في الولايات المتحدة الأمريكية، قام الرائد كريستيان جا لامبرستن Christian J. Lambertsen الذي كان يخدم في الفيالق الطبية بجيش الولايات المتحدة منذ عام 1944 وحتى عام 1946 كطبيب مُعالج، باختراع جهاز تنفس لإعادة دفق الأكسجين يوفر حرية السباحة تحت الماء في عام 1939. وأطلق عليه اسم جهاز التنفس ثم عرضه على سلاح البحرية الأمريكية، الذي رفضه. فقام الرائد لامبرستن بتقديمه إلى مكتب الخدمات الاستراتيجية (OSS). بعد ذلك قام مكتب الخدمات الاستراتيجية OSS بتعيين الرائد لامبرستن في قيادة برنامج بناء معدات الغطس للوحدة البحرية. ثم في عام 1952 سجل براءة الاختراع عن التعديل الذي أجراه على جهازه، وهذه المرة أطلق عليه الاسم المعروف؛ جهاز التنفس تحت الماء SCUBA. وعلى الرغم من أن الرائد لامبرتسن حصل على امتياز أكثر كلمات اللغة الإنجليزية شيوعًا للتعبير عن معنى معدات الغطس الحديثة، إلا أنه لم يقم باختراع معدات الغطس المستخدمة حاليًا والتي يُطلق عليها هذا الاسم. فقد قام لامبرتسن بتصميم سلسلة من أجهزة إعادة دفق الأكسجين للتنفس وحصل على براءة اختراع لها في الفترة من السادس عشر من ديسمبر 1940 وحتى الثاني من مايو عام 1944.
وبعد الحرب العالمية الثانية، استمر رجال الضفادع البشرية من كل الدول في استخدام أجهزة تنفسإعادة دفق الأكسجين (حيث إنها لا تُصدر فقاعات وبالتالي فهي لا يمكن رؤيتها من سطح الماء) وبدأت شركة آير ليكويد في البيع التجاري الواسع لمُنظِم كوستو جانييه Cousteau-Gagnan بدءًا من عام 1946 تحت اسم جهاز التنفس المائي كوستو جانييه أو CG45 (حيث ترمز C إلى Cousteau كوستو، وترمز G إلى Gagnan جانييه، و45 ترمز إلى براءة الاختراع الجديدة التي تمت في عام 1945). وفي نفس العام قامت شركة آير ليكويد بانشاء قسم يُسمى لاسبيروتيكتونيك, ليختص بتطوير وبيع المُنظِمات ومعدات الغطس الأخرى. ولكي يبيع كوستو المُنظِم الخاص به في الدول المُتحدثة باللغة الإنجليزية قام بصك علامة أكوا لانج Aqua-lungالتجارية والتي تم ترخيصها أولًا لصالح شركة يو إس دايفرز U.S. Divers (والتي تمثل الشعبة الأمريكية من شركة آير ليكويد Air Liquide في الولايات المتحدة الأمريكية) وقد تم بيعها فيما بعد إلى جانب قسم لاسبيرتيكتونيك في سبيل إنشاء مؤسسة تحمل اسم العلامة التجارية، أكوا لانج/لاسبيروتيكتونيك، وهي تقع حاليًا في مدينة كارو، بالقرب من نيس. وفي عام 1948 تم ترخيص حق التصرف في براءة اختراع المُنظِم كوستو جانييه إلى شركة سايب جورمان في إنجلترا،  حين كان يديرها حينئذٍ روبرت هنري ديفيس. وتم السماح لشركة سايب جورمان بالبيع في دول رابطة الشعوب البريطانية (الكومنولث Commonwealth)، ولكنها واجهت صعوبات في تلبية طلبات المنتج وأيضًا قام جهاز الولايات المتحدة لبراءات الاختراع بمنع أي طرف آخر من تصنيع المنتج. ولكن نجح تيد إلدريد Ted Eldred من ميلبورن، بأستراليا، في تلبية الطلب على هذا المنتج عن طريق تطوير المُنظِم ذي الخرطوم الواحد الذي نستخدمه اليوم. باع تيد المُنظِم الأول من نموذج الدولفين ذي الخرطوم الواحد في أوائل عام 1952.
قبل عام 1971 (حين قامت شركة سكوبابرو Scubapro باستثمار تجاري من خلال إنتاج أول سترة لحفظ التوازن) كانت كل أجهزة التنفس تحت الماء تأتي وهي مُجهزة بعدة بسيطة مكونة من مجموعة أشرطة من المشابك والأبازيم تشبه تلك الموجودة في حقيبة الظهر أو خزان الرذاذ المحمول على الظهر. وهذه المشابك عادة ما تكون سريعة التحرر. والعديد منها لم يحتوِ على لوحة حقيبة الظهر، حيث كانت أسطوانات التنفس تُحمل مباشرة على ظهر الغواص. أما أجهزة التنفس تحت الماء الرياضية فغالبًا ما يكون لها أربطة سريعة الفك بدلًا من المشابك العادية. كما أن العديد من تجهيزات أجهزة دفق الأكسجين التي صنعها سايب جورمان احتوت على لوح للظهر من المطاط القوي المعزز.
في البداية كان الغواصون يقومون بالغوص دون أي مساعدة طفوية. في حالات الطوارئ كان عليهم التخلص من الوزن الزائد. في الستينيات من القرن العشرون، أصبحت سترة النجاة الطافية القابلة للتعديل(ABLJ) من نوعية أجهزة التنفس تحت الماء متاحةً؛ وكانت من الطراز القديم، منذ 1961، طراز فينزي Fenzy. تُستخدم سترة النجاة الطافية القابلة للتعديل لغرضين: أحدهما هو معادلة طفو الغواص لتعويض فقدان القدرة على الطفو الذي يتعرض له (وهو يحدث غالبًا بسبب الضغط الناتج عن بذلة الغطس المصنوعة من مطاط النيوبرين) والاستخدام الأكثر أهميةً هو استخدامها كسترة نجاة والتي يمكنها أن تنتفخ بفعل الهواء سريعًا حتى عند المستويات شديدة العمق. وقد تم تزويد عدة الغطس بهذه السترة قبل أن يتم تزويد أسطوانة الهواء بالمزيد من التجهيزات. سترة النجاة الطافية الأولى كانت مصممة لتنتفخ بفعل ثاني أكسيد الكربون القادم من أسطوانة صغيرة، وفيما بعد احتوت هذه الأسطوانة على هواء وليس على ثاني أكسيد الكربون. وتستقبل سترة النجاة تجهيزًا إضافيًا من مُنظِم المرحلة الأولى والذي يسمح بالتحكم في سترة النجاة كأداة مساعدة على الطفو. في عام 1971، تسبب اختراع ما يسمى بـ «النظام المباشر»، بواسطة شركة سكوبا برو ScubaPro في إنتاج ما أُطلق عليه سترة التوازن أو سترة معادلة الوزن، والتي تُعرف الآن بشكل متزايد باسم [ جهاز] الطفو، أو ببساطة BCD.

## جهات مُصنّعة جديرة بالذكر
نورمالاير (Normalair) هي مؤسسة تدخل الآن كجزء من شركة هانيويل (Honeywell) ومقرها في يوفيل (المملكة المتحدة). وقد قامت هذه الشركة بتصنيع نموذج مبكر من جهاز التنفس تحت الماء ذي الخرطوم الواحد ويتصل به قناع كامل للوجه كقاعدة ثابتة. وقد قامت نورمالاير بتوفير وإنتاج معدات التنفس لأجهزة إعادة دفق الأكسجين حتى عمق 500 متر والتي استخدمها العميل السري الخيالي جايمس بوند James Bond 007 في الفيلم المُنتج عام 1981 فقط من أجل عينيك For Your Eyes Only.‌
قام القبطان تريفور هامبتون Captain Trevor Hampton في الفترة ما بين الخمسينيات والستينيات من القرن العشرون بتصميم جهاز للتنفس تحت الماء ذي خرطوم واحد وقناع كامل للوجه يتضمن نافذة مستديرة كبيرة جدًا، وبالتالي تطلب ذلك وجود حاجز حساس جدًا لمُنظِم الطلب. وعلى الرغم من ذلك، فإنه حين أقدم على الحصول على براءة الاختراع لجهازه، قامت البحرية بمصادرة براءة الاختراع، والوقت الذي وجدت فيه البحرية أنه ليست هناك استفادة تُذكر من براءة الاختراع وأطلقت سراحه، كانت السوق قد تقدمت ولم يستفد هامبتون منه بأي شكل.[بحاجة لمصدر]
أول معدات لأجهزة التنفس تحت الماء أحادية الخرطوم اخترعها تيد إلدريد من ميلبورن، أستراليا، (جهاز الدولفين، 1952) وذلك على الرغم من أن الكثير من الأشخاص كانوا يعملون على حل نفس المشكلة في نفس التوقيت.
ثاني الشركات التي قامت بتصنيع جهاز التنفس تحت الماء أحادي الخرطوم كانت أيضًا تقع في ميلبورن. حيث قام جيم إيجر المالك لشركة آير دايف المحدودة Air Dive Pty., Ltd. بتصينعه وأطلق عليه اسم نحلة البحر Sea Bee عام 1955. وما زال جيم يقوم بتصنيع المُنظِمات وهو يعد أكبر مُصنع قام بتصنيع أجهزة التنفس تحت الماء أحادية الخرطوم بشكل مستمر لأطول فترة في العالم.

## الأنواع
أجهزة التنفس تحت الماء الحديثة تنقسم إلى نوعين:
- الجهاز ذو الدائرة المفتوحة (مثل الأجهزة التي تم اختراعها عام 1864 بواسطة روكايرول ودينايرايز (Rouquayrol & Denayrouze)، وما تم اختراعه في عام 1926 بواسطة إيف لوبريور [31] أو جهاز تنفس أكوا لانج Aqua-Lung الذي تم اختراعه لتمديد مدة الغطس وكان مزودًا بمنظم طلب بين عامي 1942/43 بواسطة جاك يف كوستو وإيميل جانييه).[32] وفي هذا النوع يتنفس الغواص الهواء الذي يتم تمريره إليه عبر معدات التنفس ويذهب كل الغاز الناتج عن الزفير مهدورًا في المياه المحيطة. وهذا النوع من المعدات بسيط نسبيًا، مما يجعله أرخص سعرًا وموثوقًا أكثر من غيره. والتصميم ثنائي الخرطوم المُستخدَم كان هو ذلك التصميم الذي قام به كوستو وجانييه. أما التصميم أحادي الخرطوم المُستخدَم حتى الآن، فقد تم اختراعه في أستراليا بواسطة تيد إلدريد. أما في بريطانيا فقد كان يُسمى بـ «أكوا لانج» لفترة طويلة.
- الجهاز ذو الدائرة المغلقة/ شبه المغلقة (وأيضًا يُشار إليه باسم جهازإعادة دفق الأكسجين rebreather). وفي هذا النوع فإن الغواص يتنفس من الجهاز، وكذلك يتنفس الزفير إلى الجهاز مرة أخرى، حيث تتم معالجة الغاز الناتج عن الزفير لجعل استنشاقه ممكنًا مرةً أخرى. كان هذا النوع من الأجهزة مفتوحة الدائرة موجودًا فيما سبق إلا أنه ما زال يُستخدم حتى الآن، ولكنه أقل استخدامًا بكثير من أجهزة الدائرة المفتوحة.

وكلاً من نوعي أجهزة التنفس تحت الماء يُعد وسيلةً لتوفير الهواء أو غازات التنفس الأخرى، الذي غالبًا ما يصدر من أسطوانة غطس ذات ضغط عالٍ، وحزام ربط لربطها بجسم الغواص. ومعظم أجهزة التنفس تحت الماء مفتوحة الدائرة وكذلك بعض أجهزة إعادة دفق الأكسجين تتميز بوجود مُنظِم طلب للتحكم في إمداد غاز تنفس. وبعض أجهزة إعادة دفق الأكسجين ذات الدائرة شبه المغلقه فقط تتميز أحيانًا بوجودمنظم مستمر الدفق، أو في بعض الأحيان تتميز بوجود مجموعة من المُنظِمات مستمرة الدفق والتي لها منافذ متعددة.

### جهاز الدائرة المفتوحة

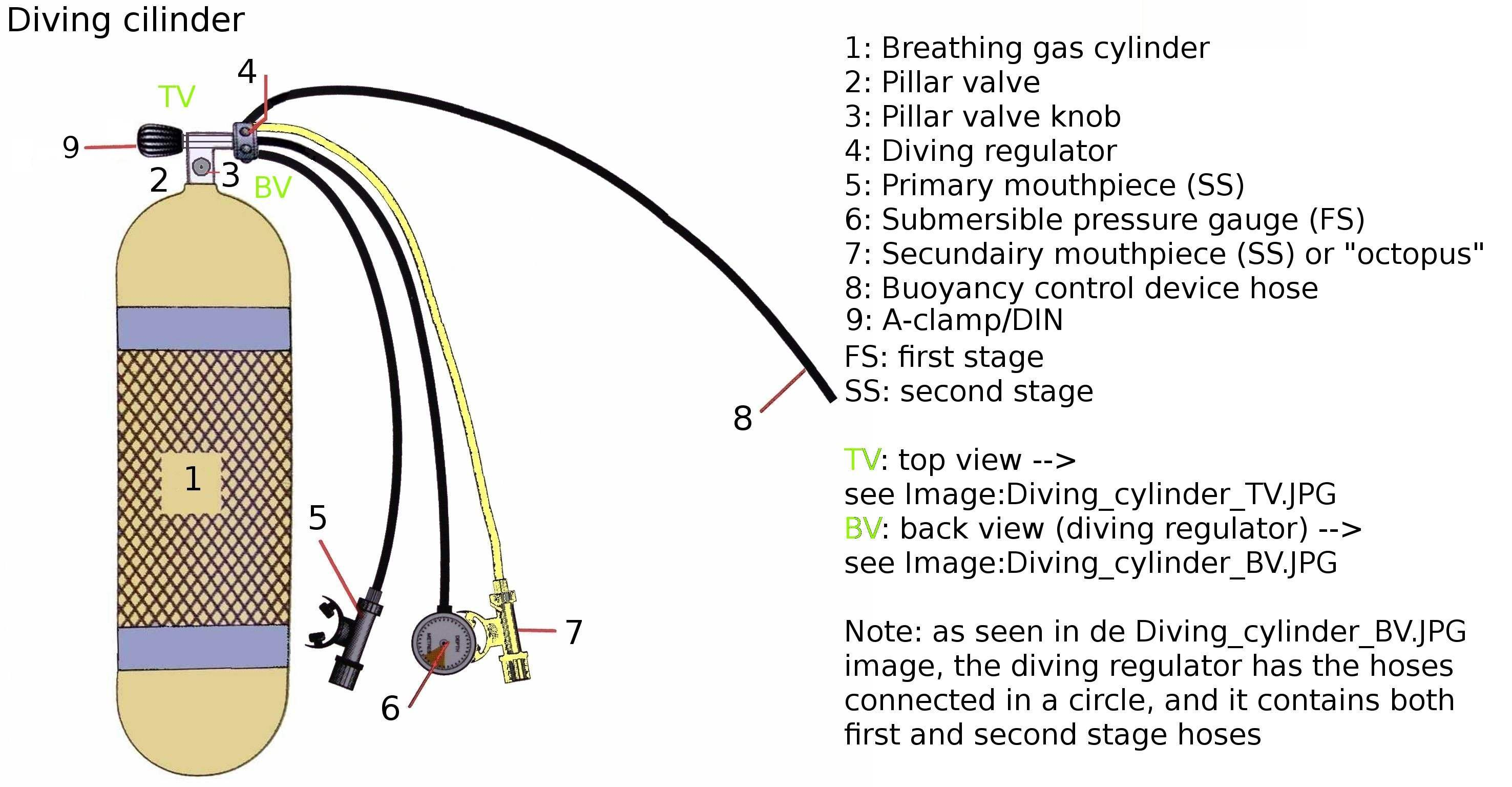
أسطوانة غطس ومكوناتها المختلفة

جهاز التنفس تحت الماء ذو الدائرة المفتوحة يخرج هواء الزفير إلى البيئة المحيطة، ويتطلب تزويد الغواص بكل نفس حسب الطلب بواسطة منظم غوص، الأمر الذي يقلل ضغط أنبوب التخزين ويزود بالهواء من خلال صمام الطلب عندما يقوم الغواص بتقليل الضغط في صمام الطلب قليلًا أثناء الاستنشاق.
المكونات الأساسية الملحقة بمعدات جهاز التنفس تحت الماء ذي الدائرة المفتوحة هي؛
- أسطوانات غطس، ذات صمامات للأسطوانات، متشعبة إن أمكن،
- آلية منظم للتحكم في تدفق الغاز وفي الضغط، (يمكن أن يستخدم اثنين لمنع الإسراف)،
- قطعة للفم وقناع كامل للوجه أو خوذة في حالة الضرورة، مزودة بخراطيم لتزويد الغواص بغاز التنفس.
- صمام لغاز التنفس الناتج عن الزفير للتخلص من الغاز المُستخدَم،
- عدة من الأربطة لتعليق جهاز التنفس بجسد الغواص، أو أي طريقة أخرى لحمل الجهاز.

المكونات الإضافية التي تعتبر جزءًا من جهاز التنفس تحت الماء الآن هي;
- صمامات تخزين خارجية ومع كل منها المقبض وأدوات التحكم الخاصة به، (غير شائعة)
- أجهزة قياس للضغط قابلة لغمرها بالماء، (غالبًا ما تكون موجودة بشكل دائم) و
- مُنظِمات غطس ثانوية (شائعة).

معادل الطفو عادةً ما يتم تجميعه على أنه جزء مُكمل لمعدات التنفس بوجه عام، ولكنه تقنيًا ليس جزءًا من جهاز التنفس نفسه.
يتم حمل الأسطوانة دائمًا على الظهر. «الجهاز مزودج الأسطوانة» يحتوي على أسطوانتين محمولتين على الظهر ويتم ربطهما معًا بواسطة وحدة تشعب عالية الضغط وقد كان هذا الجهاز شائعًا في الستينيات من القرن العشرون أكثر مما هو عليه الآن؛ [بحاجة لمصدر] ورغم أن جهاز التنفس مزدوج الأسطوانة (ثنائي الأسطوانة) إلا أنه يُستخدم عادةً بواسطة الغواصين التقنيين المحترفين لزيادة مدة الغطس وتجنب الإسراف في غاز التنفس. ويُذكر أنه في إحدى المرات قامت شركة تُسمى سابمارين برودكتس Submarine Products ببيع جهاز تنفس تحت الماء من النوع الرياضي وكان له ثلاث أسطوانات محمولة على الظهر. أما غواصو الكهوف وغواصو استكشاف مواقع الحُطام، فهم يحملون أحيانًا أسطوانات غاز تتدلى إلى جانبهم بدلًا من ذلك، حتى تُمكنَهم من السباحة عبر مساحات ضيقة جدًا.
تصف الجرائد وأخبار التلفازغالبًا جهاز التنفس تحت الماء مفتوح الدائرة وصفًا خاطئًا على أنه «جهاز أكسجين»، ويرجع ذلك غالبًا إلى التشابه الجزئي المغلوط بينه وبين أسطوانات الأكسجين التي يستخدمها طيارو الطائرات الجوية.

#### جهاز التنفس تحت الماء ذو الدفق المستمر للهواء
أجهزة التنفس تحت الماء ذات التيار المستمر لا يوجد فيها مُنظِم للنفس؛ حيث يتدفق غاز التنفس بمعدل ثابت ومستمر، إلا في حالة أن يقوم الغواص بفتحه وغلقه باليد. وهذه الأجهزة غالبًا ما تستنفد الهواء بسرعة أكبر من أجهزة الأكوا لانج. كانت هناك محاولات لتخطيط هذا النوع من أجهزة التنفس واستخدامه في الغطس وفي الأغراض الصناعية ولكن ذلك كان قبل أن يصبح جهاز التنفس من نوع كوستو جهازًا شائعًا تجاريًا (حوالي عام 1950). أمثلة على هذا النوع من أجهزة التنفس معدات تشارلز كونديرت Charles Condert في الولايات المتحدة الأمريكية (عن عام 1831)، «جهاز تنفس أوجوشي منقطع النظير» في اليابان (مُنظِم يعمل بالتحكم اليدوي، عن عام 1918)، ومنظم القائد لوبريور الذي يعمل بالتحكم اليدوي في فرنسا (عن عام 1926)؛ انظر الخط الزمني لتكنولوجيا الغطس.

#### جهاز التنفس تحت الماء ذو دائرة تنظيم التنفس المفتوحة
يتكون هذا النوع من أجهزة التنفس من واحدة أو أكثر من أسطوانات الغطس التي تحتوي على غاز التنفس المعبأ تحت ضغط عالٍ، وغالبًا 200–300 bars ما تكون موصولةً بمنظم غطس. يقوم المُنظِم بإمداد الغواص بالهواء الذي يحتاجه للتنفس بمقدار حاجته إليه، تحت ضغط يتناسب مع التنفس في العمق الذي يغوص إليه الغواص.
وعمومًا فإن هذا النوع من أجهزة التنفس يُسمى أحيانًا (حسب بلد المنشأ لمتحدث اللغة الإنجليزية) أكوا لانج. وكلمة أكوا لانج Aqua-Lung , التي ظهرت للمرة الأولى في نموذج كوستو-براءة اختراع جانييه، هي علامة تجارية، وتمتلكها حاليًا شركة أكوالانج/لاسبيروتيكتونيك Aqua Lung/La Spirotechnique.[بحاجة لمصدر]

##### مُنظِم الطلب ثنائي الخرطوم

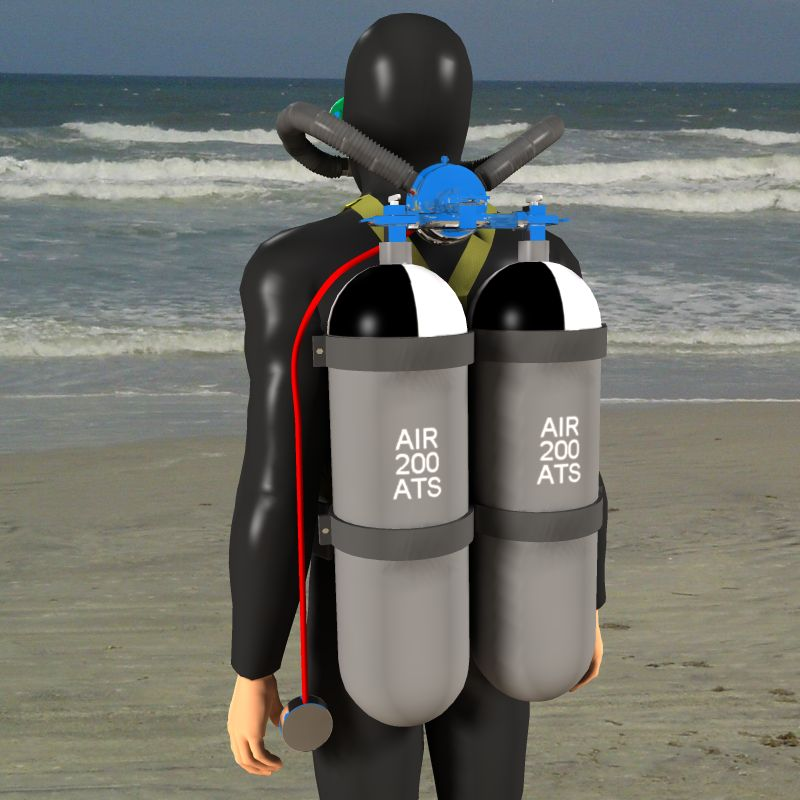
جهاز التنفس التقليدي ثنائي الخرطوم من نوع كوستو

يعتبر هذا النوع هو النوع الأول من صمامات الطلب الذي شاع استخدامه، وهو النوع الذي يمكنك أن تراه في مغامرات الغطس التقليدية التي كانت تُعرض في التلفزيون في الستينيات من القرن العشرون، مثل مغامرة مطاردة بحرية Sea Hunt. وغالبًا ما يحمل هذا النوع أسطوانتين للتنفس.
في هذا النوع من أجهزة التنفس، نجد أن مرحلتي المُنظِم (أو أحيانًا المخرج الواحد أو المخارج الثلاثة)[بحاجة لمصدر] تكون موجودةً في صمام دائري كبير موضوع في أعلى ظهر أسطوانة التنفس. يحتوي هذا النوع على أنبوبتي تنفس تشبهان-منفاخ الهواء والتي تشبهتلك الأنابيب الموجودة في أجهزة إعادة دفق الهواء الحديثة، إحداهما للشهيق والأخرى للزفير. ونلاحظ أن أنبوبة الارتجاع ليست لإعادة دفق غاز التنفس، ولكن لأن هواء الزفير يجب أن يكون في أقرب نقطة ممكنة لحاجز المُنظِم الموصول بالمخرج الثاني، وذلك لتجنب اختلافات الضغط، والتي يمكن أن تتسبب في تيار حر من غاز التنفس، أو مقاومة زائدة لعملية التنفس، وفقًا لاتجاه الغواص ووضعه في الماء؛ سواء كان متجهًا لأعلى، أو متجهًا لأسفل، وكذلك وفقًا لمستواه. ولكن في معدات الغطس أحادية الخرطوم الحديثة، يتم تجنب هذه المشكلة عن طريق تغيير موضع مخرج المُنظِم الثاني إلى قطعة الفم التي يستعملها الغواص. كما نجد أن أجهزة التنفس ثنائية الخرطوم أتت ومعها قطعة الفم كجزء أساسي، أما قناع الغطس الكامل للوجه فكان اختياريًا. كما يوجد جزء آخر إضافي وهو قطعة الفم الموصول بها أنبوب للتنفس تحت الماء وصمام للتبديل بين التنفس عن طريق الجهاز مباشرةً أو التنفس عن طريق الأنبوب.[بحاجة لمصدر]
لاحظ التصميم الصحيح لهذا النوع، في الصورة الموجودة على الجانب الأيمن. حيث إن هناك الكثير من التصورات غير الصحيحة في الرسومات الكوميدية لشكل جهاز التنفس (الأكوا لانج) ثنائي الخرطوم وثنائي الأسطوانة، وتُظهِر تلك التصورات الخاطئة أن الجهاز يحتوي على أنبوبتي تنفس كبيرتين، تأتي كل منهما مباشرة من قمة أسطوانة التنفس مع عدم وجود مُنظِم: انظرمنظم الغطس#ثنائي الخرطوم مع عدم وجود صمام مرئي للمنظم (خيالي).

##### المُنظِم أحادي الخرطوم

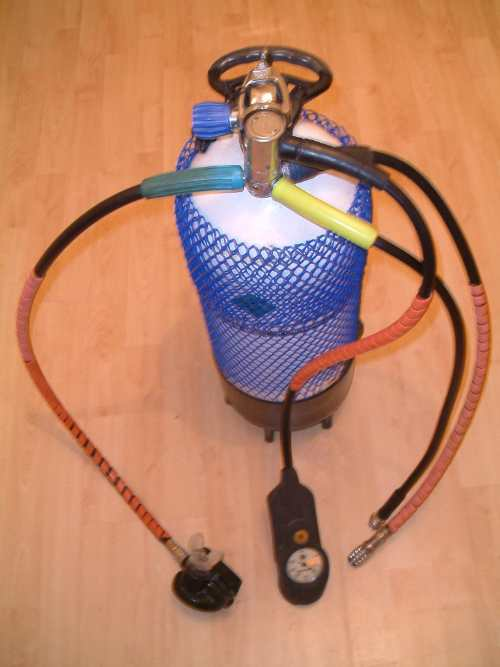
مُنظم أحادي الخرطوم ذي مرحلة ثانية وأجهزة قياس وملحقات مُعادل الطفو وخرطوم البذلة الجافة المحمول على أسطوانة التنفس

تحتوي معظم معدات أجهزة التنفس تحت الماء الحديثة على منظم غطس يتكون من صمام أحادي المخرج لخفض الضغط موصول بصمام خرج أسطوانة الغطس. يقوم المُنظِم بخفض الضغط الآتي من أسطوانة التنفس، والذي يمكن أن يرتفع ليصل إلى bars 300 ‌ (4,400 psi), ويحوله إلى ضغط أقل، ما بين 9 إلى 11 بار أعلى من الضغط المحيط، والذي يستخدم في الجزء منخفض الضغط من النظام ككل. ويقوم خرطوم منخفض الضغط بتوصيله بمُنظِم المرحلة الثانية، أو «صمام الطلب» والذي يُثبت على قطعة الفم. ويحدث الزفير عبر حاجز الصمام ذي الاتجاه الواحد في غرفة صمام الطلب، ومنه مباشرةً إلى المياه حيث يكون قريبًا جدًا من فم الغواص. الشكل الأول لهيئة مُنظِم أجهزة التنفس تحت الماء كان نموذج الدولفين، والذي تم تصنيعه في ميلبورن، أستراليا بواسطة تيد إلدريد. هناك بعض الأنواع التي أنتجت في وقت مبكر من أجهزة التنفس أحادية الخرطوم والتي تتضمن وجود قناع كامل للوجه بدلاً من قطعة الفم، كتلك التي قام بتصنيعها ديسكا Desco نسخة محفوظة 18 يونيو 2009 على موقع واي باك مشين. و سكوت أفيياشين Scott Aviation (والذي ما زال يُصنّع وحدات التنفس التي لها نفس الشكل ليستخدمهارجال الإطفاء).
تخصص المُنظِمات الحديثة منافذ ضغط عالِ لأجهزة استشعار الضغط الموجودة في أجهزة كمبيوتر الغوص الآلية وأجهزة قياس الضغط القابلة لغمرها بالماء، وكذلك منافذ إضافية لخراطيم خفض الضغط مخصصة من أجل انتفاخ البذلات الجافة وأجهزة مُعادل الطفو.
التصميم الأول لمعدات جهاز التنفس تحت الماء من نوع الدولفين كان عبارة عن جهاز لإعادة دفق الهواء، ولكن عندما تسبب استخدام نموذج تجريبي في حالة إغماء لأحد الغواصين، بدأ إلدريد في تطوير آلية عمل جهاز التنفس تحت الماء مفتوح الدائرة أحادي الخرطوم.[بحاجة لمصدر] حيث كان يجب أن يتم فصل المرحلتين الأولى والثانية من منظمه لتجنب براءة اختراع كوستو جانييه، والذي كان يحمي جهاز التنفس تحت الماء مزودج الخرطوم.[بحاجة لمصدر] في هذه العملية، نجح إلدريد في تحسين أداء الجهاز.[بحاجة لمصدر]

##### صمام طلب ثانوي في المنظم

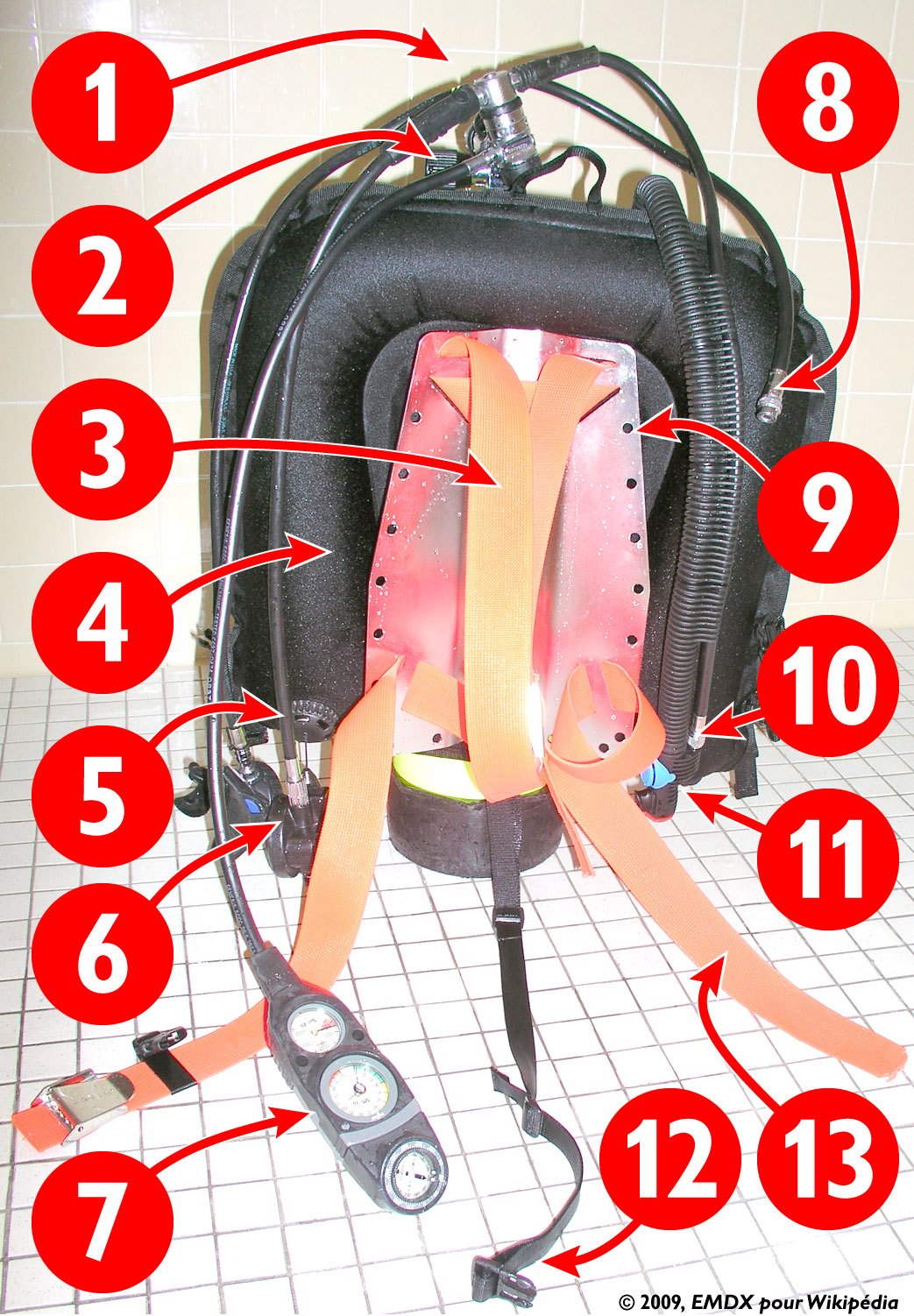
طاقم الغوص المزود بلوح حامِ للظهر وحمالة ظهرية مركب بها معادل للطفو"مجنح"
1) المخرج الأول لـ DV/المنظم
2) صمام الأسطوانة
3) أحزمة الكتف
4) مثانة هوائية لمعادل الطفو
5) تصريف معادل الطفو وصمام الضخ اليدوي السفلي
6) المراحل التالية من DV/المنظم (أولي و"أخطبوطي")
7) وحدة التحكم (مقياس الضغط ومقياس العمق وبوصلة)
8) خرطوم نفخ هواء لنفخ البذلة الجافة
9) لوح حامِ للظهر
10) خرطوم نافخ مزود بمعادل طفو وصمام النفخ
11) تصريف معادل الطفو وصمام الضخ اليدوي
12) حزام متشعب
13) حزام وسط

لدى أغلب معدات الغوص الحديثة صمام طلب ثانوي ثنائي المرحلة في الخرطوم المنفصل،[بحاجة لمصدر] حيث تسمى التكوينات المختلفة لصمام الطلب «بالثانوية» أو «الأخطبوطية» أو «مصدر هوائي متغير» أو «ثانوي آمن» أو «ثانٍ آمن». وغالبًا ما يكون أصفر اللون، مما يشير إلى أنه جهاز يستخدم في حالات الطوارئ أو جهاز احتياطي كما أن رؤيته أسهل. يتم ارتداؤه في كثير من الأحيان داخل ملقط في معادل الطفو (BC) أو سدادة الاحتكاك الخاصة المربوطة بمنطقة الصدر بالغواص، حيث يتم إزالتها بكل سهولة أو يتم تقديمها للغواص الثاني ذي النفس القصير. يقوم الغواصون الآخرون بتأمينها أثناء الغطس بحلقة منزلقة من الخرطوم في غطاء حزام الكتف لمعادل الطفو للسترة أو جعلها تتدلى لتكون تحت الذقن في دائرة منفصلة بها حبل مرن تُعرف بالقلادة. تسمح هذه الطرق أيضًا بسهولة الدخول والحفاظ على الصمام الثانوي من التعلق في الوحل أو التمزق في القاع، وهو أمر شائع عندما يتعطل الصمام الثاني في نهاية الخرطوم. سيخزن بعض الغواصين فيها معادل الطفو لكنه سيقلل من توفره في حالة الطوارئ. من خلال توفير صمام الطلب الثانوي تنتفي الحاجة إلى التنفس بقطعة الفم نفسها عندما تتم مشاركة الهواء. وهذا يقلل من الضغط الموجود على الغواصين الذين هم بالفعل في وضع مجهد، كما أنه بدوره سيحد من استهلاك الهواء أثناء عملية الإنقاذ[بحاجة لمصدر]. يستمر بعض مدربي الغوص في تعلم التنفس مع الزميل بصمام الطلب الأحادي كتقنية مهملة ولكنها لا تزال مفيدة، بعد ذلك يوضحون الطريقة التي تحل محله، نظرًا لتوافر المخرج الثاني لكل غواص في الغوص الاستجمامي.[بحاجة لمصدر]
ولدت الفكرة الأصلية للأخطبوط عن طريق رائد الغوص في الكهوف Sheck Exley كطريقة للغوص في الكهوف لتبادل الهواء أثناء السباحة مع أشخاص مصفوفين في أنبوب ضيق [بحاجة لمصدر] لكنه أصبح الآن معيارًا في الغوص الاستجمامي.
في بعض الأحيان يتم الجمع بين المنظم المزود بمخرج ثانِ ثانوي مع النافخ وتجميع عادم مُعادل الطفو. يلغي هذا المزيج الحاجة إلى خرطوم ضغط منخفض للـ BC (على الرغم أنه يجب أن يكون خرطوم الضغط المنخفض للاستخدام المشترك أكبر من خراطيم نفخ مُعادل الطفو المخصصة، لأنها بحاجة إلى صمام الطلب حيث سيكون أعلى إذا تم استخدامه للتنفس). في هذا التكوين، يُعد صمام الطلب الثانوي جزءًا لا يتجزأ من جهاز معادل الطفو، المستخدم بدلاً من الخرطوم المنفصل وصمام الطلب.
بصرف النظر عن نوعية تكوين صمام الطلب الثانوي المُستخدَم، فإن العديد من مدارس التدريب على الغوص الآن تقترح أن يقدم [بحاجة لمصدر] الغواص بشكل روتيني إلى الغواص الآخر قطعة الفم الأساسية الخاصة به إذا كان يواجه مشكلة في قطعة الفم أي ، الموجودة في فمه ثم استخدام صمام الطلب الثانوي الخاص بهما سويًا. إن الفكرة خلف هذه التقنية أن قطعة الفم الأولية معروفة في العمل وعلى الغواص الذي يتبرع بالهواء أن يكون لديه مزيد من الوقت لفرز معداته بعد فقده القدرة على التنفس مؤقتًا. في العديد من الأمثلة، يُخرج الغواصون المصابون بالذعر لفقدهم الهواء المنظمات الأولية بعيدًا من فم الغواصين الآخرين،[بحاجة لمصدر] لكي تتغير منظمات التنفس بشكل مفاجئ في حالات طوارئ فقد الهواء حيث من الضروري إنقاذ الغواص في أي حالة. ومع استخدام المنظمات المدمجة/تصميمات منفاخ معادل الطفو، يكون صمام الطلب الثانوي في طرف خرطوم أقصر (قطعة فم معادل الطفو/الزفير) مما هو عليه في صمام الطلب الأخطبوطي التقليدي، لذلك فإن الاستخدام المتعقل للمنظم الأساسي والخرطوم لمساعدة غواص آخر أصبح أكثر مناسبة وأهمية، خاصة عند استخدام تكوين المنظم ذي معادل الطفو المُدمج.

#### سائل التبريد
كانت هناك تصميمات لجهاز التنفس تحت الماء ذات دائرة تبريد مفتوحة تحتوي على خزانات الهواء المسال بدلاً من الأسطوانات. شارك المصور السينمائي تحت الماء جوردن كلاين (Jordan Klein)، من ولاية فلوريدا في تصميم مثل هذا الجهاز للتنفس تحت الماء في عام 1967، والمسمى«ماكو» "Mako"، وقد قدم على الأقل نموذجا أوليا له.[بحاجة لمصدر]
الكلمة الروسية Kriolang (مشتقة من اليونانية cryo- (= «الصقيع» ينظر إليها على أنها بمعنى «بارد») + الكلمة الإنجليزية «الرئة») تم نسخها من جهاز التنفس تحت الماء ذي دائرة التبريد المفتوحة المسمى ماكو (Mako) الذي قام بصنعه جوردن كلاين. يعرض موقع Janwillem Bech's rebreather صورًا لجهاز التنفس Kriolang المصنوع عام 1974.من المحتمل أن تصل مدة الغوص به إلى عدة ساعات. لا بد من تعبئته قبل الاستخدام على الفور.

### أجهزة إعادة دفق الأكسجين
قالب:Copyedit section

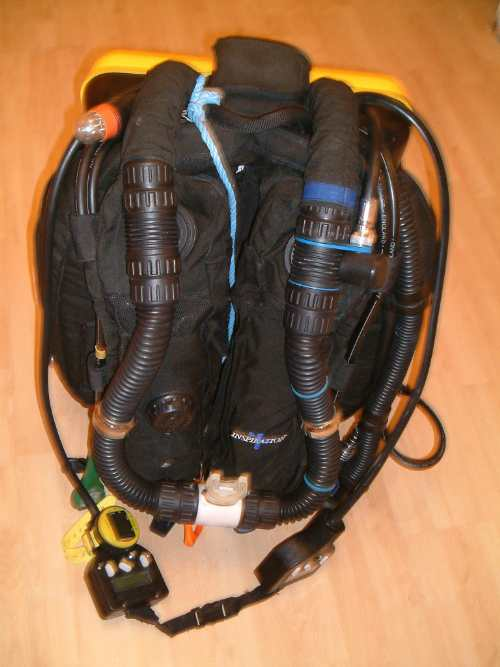
جهازإعادة دفق الأكسجين مرئيًا من الأمام

الغاز الناتج عن الزفير يتم تخزينه بين الأنفاس في «كونترلنج (counterlung)» في جهازإعادة دفق الأكسجين. في بعض أجهزة إعادة دفق الأكسجين، توجه الصمامات ذات الاتجاه الواحد الغاز من خلال «حلقة»، بينما في أجهزة أخرى فإن الغاز الناتج عن عملية الشهيق والزفير يذهب ذهابًا وإيابًا على طول أنبوب مفرد: ويسمى هذا بنظام البندول. يتم استبدال الأكسجين المستهلك من قبل الغواص، في الأغلب عن طريق إضافة الغاز من أسطوانة، ويتم إزالة غاز ثاني أكسيد الكربون الخارج مع الزفير بواسطة الغواص بطريقة كيميائية عن طريق تمرير الغاز من خلال جهاز «تنقية الغاز»، وهو قناع كامل للغاز من جير الصودا أو كاشف مماثل لذلك. ويعرف هذا النوع من معدات التنفس تحت الماء بالمعدات ذات الدائرة المغلقة، حيث يتم تدوير الغاز في النظام، ولا يُفقد إلى البيئة المحيطة إلا عندما يتمدد بسبب تغير الضغط أو عند إضافة المزيد من الغاز بشكل لا تتحمله الدائرة.
حيث إن نسبة 80٪ أو أكثر من الأكسجين تبقى في غاز الزفير العادي، وبالتالي تفقد، فإن أجهزة إعادة دفق الأكسجين تستخدم الغاز بطريقة اقتصادية للغاية، مما يسمح بزيادة مدة مرات الغوص ويجعل تكلفة استخدام الخلائط الخاصة أقل من تكلفة التقنيات الأكثر تعقيدًا والمزيد من نقاط الفشل المحتملة. يلزم تدريب أكثر صرامةً وتحديدًا وخبرة أكبر للتعويض عن ارتفاع مستوى المخاطر التي ينطوي عليها الجهاز. هناك نوعان من المتغيرات الرئيسية لأجهزة إعادة دفق الأكسجين؛ أجهزة إعادة دفق الأكسجين ذات الدائرة شبه المغلقة، وأجهزة إعادة دفق الأكسجين ذات الدائرة المغلقة تمامًا، والتي تشمل متغيرًا فرعيًا من أجهزة إعادة دفق الأكسجين.
الاستخدام الاقتصادي للغاز في جهاز إعادة دفق الأكسجين، في المعتاد 1.6 لتر ‌(0.057 قدم3) من الأكسجين في الدقيقة، مما يسمح بالغطسات ذات المدة الأطول كثيرًا بإمدادات الغاز المكافئ أكثر مما هو ممكن مع المعدات ذات الدائرة المفتوحة حيث استهلاك الغاز يكون عادة أعلى بعشر مرات.
لأجهزة إعادة دفق الأكسجين عمق أقصى آمن للتشغيل وهو حوالي 6 متر‌ (20 قدم)، ولكن العديد من أنواع أجهزة إعادة دفق الأكسجين ذات الدائرة المغلقة تمامًا، والتي تستخدم مادة تخفيف مدعمة بالهيليوم، يمكنها الغوص إلى عمق أكبر من 100 متر‌ (330 قدم). العوامل الرئيسية التي تحد من عمل أجهزة إعادة دفق الأكسجين هي مدة عمل جهاز تنقية الغاز لغاز ثاني أكسيد الكربون، والتي تمتد عادةً إلى ما لا يقل عن 3 ساعات، وتقل كفاءة جهاز التنقية في العمق لأن جهاز التنقية في الداخل يكون أكثر ازدحامًا بالجزيئات المخفِفة، مما يعيق جزيئات ثاني أكسيد الكربون من الوصول إلى المادة الماصة لها بنفس السرعة.[بحاجة لمصدر] وضرورة أن يكون هناك قدرة على الإنقاذ بأمان في أي لحظة أثناء الغوص.

### مقارنة بين أجهزة التنفس تحت الماء ذات الدوائر المفتوحة والمغلقة
مدة الغطسات باستخدام الأجهزة ذات الدائرة المفتوحة تكون أقصر منها باستخدام جهازإعادة دفق الأكسجين، وذلك تبعًا لوزن وحجم الجهاز.
يمكن للجهاز ذي الدائرة المفتوحة أن يكون اقتصاديًا بدرجة أقل من جهاز إعادة دفق الأكسجين عندما يُستخدم مع خلائط الغازات المكلفة مثلهيليوكس وتريمكس (trimix ).‌

## غازات التنفس المستخدمة في أجهزة التنفس تحت الماء
قبل أن يحظى نيتروكس (nitrox) بقبول واسع في أواخر التسعينيات، استخدمت جميع أجهزة التنفس تحت الماء الترفيهية تقريبًا الهواء العادي المضغوط والذي قد تمت تصفيته. تهدف مخاليط الغاز الفريدة المستخدمة حاليًا في أجهزة التنفس تحت الماء إلى الوقاية من الأمراض الناتجة عن إزالة الضغط وحالات الخدر التي يسببها النيتروجين.
يستخدم بعض الغواصين نيتروكس (nitrox)، الذي عادةً ما يكون به نسبة أعلى من الأكسجين، غالبًا 32٪ أو 36٪ في EAN32 وEAN36، على التوالي. يسمح لهم ذلك بالبقاء تحت الماء لفترة أطول مع الاحتفاظ بنفس متطلبات إجراءات إزالة الضغط التي يتطلبها الهواء العادي، حيث يتم امتصاص النيتروجين بنسبة أقل في أنسجة الجسم. العيب الوحيد في المحتوى العالي من الأكسجين هي أن في مستويات الضغط الأعلى من مستوى الضغط الجزئي العادي، يصبح الأكسجين سامًا، ولذلك فإن الغواصين يقللون من تعرضهم للضغط الجزئي الأقل من 1.6 بار، عن طريق تقليل العمق الأقصى للتشغيل بالنسبة إلى خليط الغاز.
قد توفر أجهزة التنفس تحت الماء ذات الدائرة المفتوحة العديد من غازات التنفس، ولكن نادرًا ما توفر الأكسجين النقي، إلا أثناء عمليات إزالة الضغط في المياه السطحية فهي تتوقف في عمليات الغوص التقنية.

## بقاء الغاز في جهاز التنفس تحت الماء
بقاء الغاز في جهاز التنفس تحت الماء هو الوقت الذي يستمر فيه الإمداد بالغاز خلال عملية الغوص. ويتأثر هذا بنوع جهاز التنفس تحت الماء والظروف التي يتم فيها استخدامه.

### الجهاز ذو الدائرة المفتوحة
يعتمد بقاء الغاز في جهاز التنفس تحت الماء ذو الدائرة المفتوحة على عوامل مثل السعة (حجم الغاز) في أسطوانة الغوص، وعمق الغطسة ومعدل تنفس الغواص، والذي يعتمد على مقدار الجهد المبذول واللياقة البدنية والحجم المادي للغواص، وكذلك الخبرة والتي تعتبر من بين تلك العوامل. يستهلك الغواصون الجدد كل كمية الهواء في الأسطوانة القياسية «الألومنيوم 80» في 30 دقيقة أو أقل وذلك في الغطسة النمطية الواحدة، في حين أن الغواصين ذوي الخبرة كثيرًا ما يغوصون لمدة 60 إلى 70 دقيقة إلى نفس العمق المتوسط، وذلك باستخدام سعة الأسطوانة نفسها، وذلك لأنهم قد تعلموا تقنيات الغوص الأكثر كفاءة.
الغواص الذي يستخدم الجهاز ذا الدائرة المفتوحة، والذي يكون معدل تنفسه على السطح (الضغط الجويهو 15 لترًا من الغاز في الدقيقة، سوف يستهلك 3 × 15 = 45 لترًا من الغاز في الدقيقة في عمق 20 مترًا. [‌(20‌ م/10 م في البار) + 1 بار من الضغط الجوي] × 15 لترًا/دقيقة = 45 لترًا/دقيقة). إذا تم استخدام أسطوانة تسع لـ 11 لترًا من الغاز ومملوءة بـ 200 بار حتى يكون الاحتياطي 17٪ سيكون هناك (83٪ × 200 × 11) = 1826 لترًا. عند 45 لتر/دقيقة سوف يصل عمق الغطسة إلى الحد الأقصى 40.5 دقيقة (1826/45). هذه الأعماق والأوقات تعتبر نمطية بالنسبة إلى الغواصين الرياضيين ذوي الخبرة لاستكشاف الشعاب المرجانية على مهل باستخدام أسطوانات الألمونيوم الـ 200 بار المستأجرة من الإدارة التجارية لرياضة الغوص في أغلب الجزر الاستوائية أو المنتجعات الساحلية.

### جهازإعادة دفق الأكسجين ذو الدائرة شبه المغلقة
يمكن لجهاز إعادة دفق الأكسجين ذي الدائرة شبه المغلقة أن يحتفظ بالأكسجين لمدة تصل إلى حوالي من 3 إلى 10 مرات أكثر مما يمكن أن يحتفظ به الجهاز ذي الدائرة المفتوحة في الغطسة الواحدة، كما أنه يكون أقل تأثرًا بالعمق؛ لأن الغاز يعاد تدويره ولكن يجب الحقن بالغاز الجديد باستمرار ليحل محل الأكسجين المستخدم على الأقل، ويجب تصريف أي غازات زائدة عن ذلك. على الرغم من أن هذا الجهاز يستخدم الغاز بشكل أكثر اقتصادًا، إلا أن وزن معدات إعادة التنفس يعني أن الغواص يحمل أسطوانات أصغر. ومع ذلك، فإن معظم الأنظمة شبه المغلقة تسمح على الأقل بضعف مدة أنظمة الدائرة المفتوحة (حوالي ساعتين) وغالبًا ما تكون محدودةً من خلال البقاء في جهاز تنقية الغاز.

### أجهزة إعادة دفق الأكسجين ذات الدائرة المغلقة
يستهلك الغواص المستخدم جهاز إعادة دفق الأكسجين أو الغواص المستخدم جهازإعادة دفق الأكسجين ذا الدائرة المغلقة تمامًا حوالي 1 لتر من الأكسجين في الدقيقة. باستثناء فترة الصعود أو النزول، فإن جهازإعادة دفق الأكسجين ذي الدائرة المغلقة تمامًا والذي يعمل بشكل صحيح لا يستخدم المخففات أو يستخدم القليل جدًا منها. لذلك، فإن الغواص الذي يستخدم أسطوانة أكسجين بسعة 3 لترات مملوءة بـ 200 بار والذي يترك 25% في الاحتياطي سوف يكون قادرًا على القيام بغطسة لمدة 450 دقيقة = 7.5 ساعات (3 لترات × 200 بار × 0.75 / 1). من المحتمل أن يكون عمر جهاز تنقية الغاز الذي يستخدم جير الصودا أقل من هذا ويكون ذلك عاملاً مقيدًا للقيام بالغطسة.
عمليًا، يتأثر عدد مرات الغوص في جهازإعادة دفق الأكسجين غالبًا بعوامل أخرى، مثل درجة حرارة المياه، والحاجة إلى الصعود الآمن (انظر إزالة الضغط (الغوص))، وينطبق هذا أيضًا بشكل عام على أجهزة الدائرة المفتوحة ذات السعة الكبيرة.

### أسطونات الغوص
أسطوانات الغاز المستخدمة في عمليات الغوص باستخدام أجهزة التنفس تحت الماء تأتي في مقاسات ومواد متنوعة وتسمى عادةً بواسطة المادة - عادةً الألومنيوم أو الصلب، وبواسطة المقاس. في الولايات المتحدة تتم تسمية المقاس بكمية الهواء التي تحتوي عليها الأسطوانة عندما تتوسع إلى 1 غلاف جوي، 80، 100، 120 قدمًا مكعبًا، وما إلى ذلك، مع المقاس الأكثر شيوعًا وهو «الألومنيوم 80». في أغلب المناطق الأخرى من العالم يُعطى المقياس على أنه الحجم الفعلي الداخلي للأسطوانة، ويشار إليه أحيانًا على أنه سعة المياه، وهذه هي الطريقة التي يتم بها قياسه ووضع علامة (WC) على الأسطوانة (10 لترات، 12 لترًا، وهكذا).
سوف يتنوع الضغط العملي للأسطوانة وفقًا لمستوى التصنيع ويتراوح بشكل عام من 200 bar‌ (2,900 psi) إلى 300 bar ‌(4,400 psi).
إن أسطوانة الألمونيوم تكون أكثر سمكًا وحجمًا من أسطوانة الصلب ذات السعة والضغط العملي نفسه، وذلك لأن سبائك الألمونيوم المناسبة لها قوة شد أقل من الصلب، وهي أكثر مرونةً على الرغم من أنها تكون أثقل خارج الماء، مما يعني أن الغواص سيحتاج إلى حمل المزيد من الوزن. كما أن الصلب في كثير من الأحيان يستخدم في أسطوانات الضغط العالي، التي تحمل المزيد من الهواء للحجم الداخلي نفسه.
يتطلب أسلوب الذي يمزج النيتروكس (nitrox) من خلال الضغط الجزئي أن تكون الأسطوانة في «خدمة الأكسجين»،[بحاجة لمصدر]الشيء الذي يعني أن الأسطوانة وصمام الأسطوانة لا يجب أن يكون قد تم بهما استبدال أي عناصر غير متوافقة مع الأكسجين وأن يتم إزالة أي حالة تلوث بسبب المواد القابلة للاشتعال عن طريق التنظيف.[بحاجة لمصدر]
في بعض الأحيان يطلق على أسطوانات الغوص عمومًا «الخزانات»، أو «الزجاجات» أو «القارورات» على الرغم من أن المصطلح التقني المناسب بالنسبة لها هو «أسطوانة».

## بدائل جهاز التنفس تحت الماء أثناء الغوص
هناك أساليب بديلة يمكن للشخص استخدامها من أجل البقاء على قيد الحياة وتأدية مهمته بينما يكون تحت الماء، وتتضمن تلك الأساليب:
- الغطس الحر - السباحة تحت الماء باستخدام نفس واحد من الهواء.
- السباحة بأنبوبة تنفس - شكل من أشكال الغطس الحر حيث يمكن أن يبقى فم وأنف الغواص تحت الماء عند التنفس، وذلك لأن الغواص باستطاعته التنفس على السطح عبر أنبوب قصير يعرف باسمأنبوب.
- الغوص باستخدام السطح المزود بالأكسجين - يستخدم في الأصل في عمليات الغوص المحترفة للغطسات الطويلة أو العميقة حيث يتم ربط الغواص باستخدام خط سري بالسطح المزود بغاز التنفس، وأحيانًا بالماء الدافئ لتسخين بدلة الغطس، وعادةً في الوقت الحاضر يكون التزويد بالاتصالات الصوتية. تقدم بعض المنتجعات السياحية الآن ترتيبات الغوص باستخدام السطح المزود بالأكسجين، وتكون هذه الترتيبات ذات علامة تجارية مثل سنوبا (Snuba)، كمقدمة لعملية الغوص للأشخاص عديمي الخبرة. باستخدام النوع نفسه من معدات عملية الغوص تحت الماء، يتنفس الغواص من خلال أسطوانات الهواء المضغوط، والتي تطفو على ما يشبه الرمث القادر على الطفو بحرية على السطح، مما يتيح للغواص الغطس فقط لعمق 20-30 قدمًا (6-9 م).
- بدلة الغطس الجوية - بدلة مصفحة تحمي الغواص من ضغط الماء المحيط به.
- التنفس السائل - حتى الآن، في العالم الحقيقي، التنفس السائل بالنسبة إلى الإنسان هو مجرد تجارب معملية فقط، وعلاج طبي (لكل رئة على حدة). هناك احتمالات لاستخدامه في عمليات الغوص العميق جدًا. لقد تم وصفه بشكل لا ينسى في فيلم آبيس (The Abyss).
- الخياشيم الاصطناعية (البشرية) - هي في معظمها عبارة عن خيال علمي. في العالم الحقيقي عليهم معالجة كمية هائلة من المياه لاستخراج ما يكفي من الأكسجين لإمداد الغواص الموجود بالموقع به، وعملية معالجة هذه الكمية الكبيرة من المياه تستهلك قدرًا كبيرًا من الطاقة (يكون ذلك ممكنًا بالنسبة للأسماك ذوات الدم البارد، ولكن يصعب على البشر مع وجود معدلات أعلى من التمثيل الغذائي). ولكن انظر إلى تقنية شبيه السمكة (Like-A-Fish) لمحاولة تطوير الخياشيم الاصطناعية الحقيقية للغواصين.

## أجهزة التنفس المستخدمة خارج المياه
أجهزة التنفس التي تعمل على المبادئ المذكورة أعلاه لا تستخدم فقط تحت الماء، ولكن في حالات أخرى حيث يكون الغلاف الجوي خطيرًا - به القليل من الأكسجين أو سامًا أو ما إلى ذلك.
- مكافحة الحريق
- وظائف أخرى خارج الماء، مثل، عمليات اللحام في مكان مغلق
- التعدين، وخاصة عمليات الإنقاذ في المناجم
- عمليات التشغيل في المناطق المغلقة أو المناطق سيئة التهوية، مثل، حاويات الغاز أو السائل الكبيرة.
- SCAMP (حزمة النقل الجوي فوق الحرجة) هو جهاز تنفس خارج الماء ذو دائرة مفتوحة يستخدم الهواء السائل وهو مصمم بواسطة الإدارة الوطنية للطيران والفضاء (NASA)عن طريق استخدام تقنية بدلة الفضاء. يدعي صانعها أن الرجل الذي يرتديها يمكنه الزحف عبر حفرة 50 سنتيمتر‌ (20 إنش) مربع[بحاجة لمصدر]

تسمى هذه الأجهزة أجهزة تنفس مكتفية بذاتها (SCBA). (الحروف الأولى لـ SCBA لها معانٍ أخرى.) تم تصميم أول أجهزة تنفس صناعية ذات دائرة مفتوحة عن طريق تعديل تصميم جهاز أكوالينج (aqualung) الذي اخترعه كوستو (Cousteau). تم استخدام أجهزة إعادة دفق الأكسجين الصناعية منذ وقت قريب بعد عام 1900. وتُستخدم تقنية جهازإعادة دفق الأكسجين أيضًا في بذلات الفضاء.

## الملحقات
في الأجهزة الحديثة للتنفس تحت الماء، يعتمد جهاز معادل الطفو (BC) أو جهاز التحكم في الطفو (BCD)، مثل الجناحالمحمول على الظهر أو سترة التوازن (معروفة أيضًا بسترة التثبيت)، على حمالة الأمان لجهاز التنفس تحت الماء. على الرغم من أن هذا بالمعنى الدقيق للكلمة ليس جزءًا من جهاز التنفس، إلا أنه عادةً ما يتصل بعملية إمدادات الهواء للغواص، من أجل توفير عملية النفخ السهل للجهاز. ويمكن عادةً أن يتم هذا أيضًا بشكل يدوي عن طريق الجزء الذي يوضع في الفم، من أجل توفير الهواء بينما تكون على السطح. وتمتلئ أكياس الهواء داخل جهاز التحكم في الطفو (BCD) بالهواء عن طريق «جهاز التلقيم المباشر» لتزيد من حجم معدات التنفس تحت الماء وتمكن الغواص من الطفو. هناك زر آخر لتفريغ الهواء من جهاز التحكم في الطفو (BCD) ويقلل ذلك من حجم المعدات ويؤدي إلى غرق الغواص. بعض الأجهزة المعينة للتحكم في الطفو (BCD) تسمح بالوزن المتكامل، مما يعني أن جهاز التحكم في الطفو (BCD) لديه جيوب خاصة للأوزان التي يمكن التخلص منها بسهولة في حالة الطوارئ. والهدف من استخدام جهاز التحكم في الطفو (BCD)، عند استخدامه تحت الماء، هو الحفاظ على تعويم الغواص بطريقة محايدة، أي أنه لا يطفو إلى أعلى أو يغرق لأسفل. يستخدم جهاز التحكم في الطفو (BCD) للتعويض عن انضغاط بدلة الغوص المبللة، وللتعويض عن انخفاض كتلة الغواص لأن الهواء الموجود في الأسطوانة يتم تنفسه بعيدًا.
أنظمة الأثقال المستخدمة في عملية الغوص، التي تتراوح من 2 إلى 15 كيلوجرامًا، وتزيد كثافة الغواص المستخدم جهاز التنفس تحت الماء لمعادلة طفو معدات الغوص، وتسمح بغمر الغواص بالكامل تحت الماء بكل سهولة من خلال الحصول على الطفو المحايد أو السلبي قليلاً. في حين أن أنظمة الأوزان هي في الأصل مكونة من كتل رصاصية صلبة مثبتة في الحزام الموجود حول خصر الغواص، فإن بعض أنظمة الأثقال المستخدمة في عملية الغوص الحديثة يتم دمجها الآن في جهاز التحكم في الطفو (BCD). تستخدم هذه الأنظمة أكياس النايلون الصغيرة المملوءة بحبيبات طلقات الرصاص التي يتم توزيعها في جميع أنحاء جهاز التحكم في الطفو (BCD)، مما يسمح للغواص بالحصول على أفضل توزيع للوزن الإجمالي ويؤدي زيادة أفقية الغواص في الماء. هناك أوزان من الرصاص تكون في شكل لولبي على الأشرطة التي تحمل الأسطوانة في جهاز التحكم في الطفو (BCD).
العديد من أجهزة إعادة دفق الأكسجين الحديثة تستخدم الإلكترونيات المتقدمة لرصد تكوين غاز التنفس وتنظيمه.
بعض أجهزة التنفس تحت الماء تقوم بدمج الأسطوانات متعددة المراحل الإضافية، كوسيلة إنقاذ في حالة نفاد الإمداد بغاز التنفس الرئيسي، أو حدوث خلل في الجهاز، أو أنه يتضمن غاز التنفس الرئيسي خليط آخر من الغاز. إذا كانت هذه الأسطوانات الإضافية صغيرة الحجم، فهي تُسمى أحيانًا «الأسطوانات الملحقة الصغيرة». وغالبًا ما تكون هذه الأسطوانات مجهزة بـمنظمات الطلبالخاصة بها وقطع الفم المستقلة، وإذا كان الأمر كذلك، فإنها من الناحية التقنية تعتبر أجهزة غوص إضافية مميزة.
قد يحمل الغواص اثنين أو أكثر من أجهزة معدات التنفس لتوفير مزيد من أنظمة الغاز البديل في حال فشل استخدام الغاز الآخر أو استنزافه. وحدات الغطس الترفيهية الحديثة في معظم الأحيان يكون لها منظمان متصلان بأسطوانة واحدة، في حالة تعطُل المنظم الأساسي أو وجود غواص آخر قد نفد منه الهواء. يقوم بعض الغواصين بدلاً من ذلك بتوصيل المنظمات الاحتياطية الخاصة بهم «بالأسطوانة الملحقة الصغيرة» للمزيد من السلامة، وهناك أيضًا أنظمة الطوارئ التي تركب منظمًا بسيطًا مباشرةً في أعلى الأسطوانة الصغيرة. الغواصون الذين يستخدمون جهازإعادة دفق الأكسجين غالبًا ما يحملون جهاز «إنقاذ» ذا دائرة مفتوحة معلقًا في الجانب ليتم استخدامه في حال تعطُل جهاز إعادة دفق الأكسجين.
في عملية الغوص التقني، قد يحمل الغواص معدات مختلفة من أجل المراحل المختلفة من الغوص، ربما يتم استخدام بعض الخلائط من غاز التنفس فقط في العمق، مثل تريمكس (trimix) وغيره، مثل الأكسجينالنقي، والذي قد يتم استخدامه فقط أثناء توقفات إزالة الضغط في المياه الضحلة. وبشكل عام يتم حمل أثقل الأسطوانات على الظهر بدعم من اللوح الخلفي الحامي للظهر في حين تكون الأسطوانات الأخرى معلقة في الجانب في نقاط قوية على اللوح الخلفي الحامي للظهر.
تكون هناك مشكلة عندما يحمل الغواص العديد من أسطوانات الغوص، وخاصة تلك المصنوعة من الصلب، والتي تفتقر إلى القدرة على الطفو. وتستخدم الأجهزة المعادلة للطفو (BCS) ذات القدرة العالية لتسمح للغواص بالتحكم في العمق الذي يريده أو تريده.
الأنابيب والوصلات الزائدة التي تمر عبر المياه تؤدي إلى انخفاض الأداء في عملية الغوص من خلال التسبب في السحب الهيدروديناميكي في السباحة.
تقوم بعض منظمات تدريب الغواصين ومجموعات الغواصين بتدريس تقنيات، مثل الغوص بأسلوب (افعلها بطريقة صحيحة) DIR من أجل تركيب معدات الغوص.